# Дибромиддииодид олова(IV)
Дибромиддииодид олова(IV) — неорганическое соединение,
двойная соль олова, иодистоводородной и бромистоводородной кислот
с формулой SnI2Br2,
оранжево-жёлтые кристаллы,
растворяется в холодной воде, разлагается в горячей.

## Получение
- Действие брома на иодид олова(IV) с последующим разделением продуктов реакции перегонкой[1].

- Нагревание смеси бромида и иодида олова(IV) с последующим разделением продуктов реакции перегонкой[2].

## Физические свойства
Дибромиддииодид олова(IV) образует оранжево-жёлтые кристаллы.
В твёрдом состоянии состоит из полимерных цепочек (SnI2Br2)n.
Растворяется в холодной воде, разлагается в горячей.